# یوژف نادی (بازیکن فوتبال زاده ۱۸۹۲)
یوژف نادی (مجاری: József Nagy; ۱۵ اکتبر ۱۸۹۲ – ۱۹۶۳) بازیکن و مربی فوتبال اهل مجارستان بود.
از باشگاه‌هایی که در آن بازی کرده‌است می‌توان به باشگاه فوتبال ام‌تی‌کی بوداپست اشاره کرد.